# カート・フラッド事件
カート・フラッド事件（カート・フラッドじけん , フラッド対キューン裁判とも）とは、1969年オフにMLBセントルイス・カージナルスに所属していたカート・フラッドがトレード移籍を拒否したことに始まる一連の係争の事である。球団と選手の契約に関する縛りがシャーマン法（反トラスト法＝独占禁止法）に違反するか否かが争われ、1972年に合衆国最高裁判所で選手側敗訴の評決が出た。

## 事件の背景

### 保留制度
初期のナショナルリーグ及びアメリカンリーグにおいては、選手は自由に移籍することが出来ていた。しかし、両リーグ参加球団のオーナー達は、スター選手だけではなく、全選手の年俸高騰や流出を危惧し、契約期間中には移籍の自由を認めないとするカルテルを結んだ。これが、保留制度の始まりである。
カルテルは、一般的な産業においてはシャーマン法（のちの反トラスト法）に反するとみなされることではあったが、1915年以降、新興リーグのフェデラル・リーグとナショナルリーグ間で争われた裁判「フェデラル・ベースボールクラブ事件」の中で、1922年5月29日に出された連邦最高裁判所の判決により、国民の娯楽である野球には適用されなくなっていた。これが、「野球に対する反トラスト法適用免除特例」（ベースボールエグゼンプション／Baseball Exemption）である。
en:Federal Baseball Club v. National Leagueも参照のこと。

### ガーデラ事件
1945年にまずまずの成績を残したニューヨーク・ジャイアンツの外野手ダニー・ガーデラ（en:Danny Gardella）は、第二次世界大戦が終わり兵役から戻ってくる選手達にチームの興味が移っていると察し、1946年は条件も良かったリーガ・メヒカーナ・デ・ベイスボルでプレーしようと考えた。当時のハッピー・チャンドラーコミッショナーはガーデラらリーガ・メヒカーナ・デ・ベイスボルと契約した選手達に対して、保留条項に違反したとし、5年間の出場停止処分を課した。
メキシコから戻ってきたがどのチームとも契約できなかったガーデラは、実際には今までメジャー契約を結んだことは無かったこともあって、1947年10月に「保留事項を盛り込んだメジャー契約を交わしたことのない自分がプレーを拒否される言われはなく、また保留事項は独占的で移籍を制限するものだ」として、ニューヨーク地裁に訴えを起こした。1年後、判事は1922年の判例を元にやはり野球はシャーマン法の適用範囲外であるとの結論を出したが、1949年2月に控訴審は控訴を認め、裁判は継続されることとなった。敗訴してしまった場合に球団に与えるダメージを恐れたチャンドラーコミッショナーは、出場停止処分の解除を申し出て、事態の収束を図った。弁護士も長くお金のかかる裁判を続けるよりは和解を受け入れた方が得策であると説得し、ガーデラは和解金を受け取り野球界に復帰した。

### トゥールソン事件
ニューヨーク・ヤンキースのAAAの投手であったジョージ・トゥールソンは、自分はもうメジャーでプレーできるレベルであると考えていた。だが選手層の厚いヤンキースでは昇格は難しく、保留事項があるために他のチームとの契約も出来ない状況であった。チームとしてもいざという時の保険として彼を傘下のチームに置いておきたかった。所属していたAAAのチームが移転したため、彼は更に下のマイナーチームに降格されることになったが、彼はこれを拒否し「保留事項が取引制限にあたり、野球が反トラスト法の適評範囲外であるというのは違法である」とし訴訟を起こした。1953年に出た判決では、結論としては過去の判例は覆せなかったものの、この決定が間違いだと連邦議会が認めた場合には、立法化によって修正される可能性もあるとの注釈を加えた。

### NFLラドビッチ事件
1946年、デトロイト・ライオンズの選手であったビル・ラドビッチは病気の父親の近くに居たいので、西海岸へトレードするか、もしくは定期的に帰れるようにもっと高給を払って欲しいとオーナーに願い出た。しかしその願いは却下されただけではなく、もし新リーグでプレーしようと考えているなら、5年間ブラックリストに載せると通告された。翌年新興リーグのAAFCでプレーした彼は結果的にNFLから締め出されてしまった。彼はNFLを相手取り裁判を起こした。1957年に最高裁はラドビッチの訴えを認め、メジャーリーグ以外のすべてのプロのスポーツに反トラスト法は適用されるとし、また野球にこの法律が適用されないという過去の判例は、合理的でなく違法であり合衆国の法体系に明らかに矛盾していると触れた。

## フラッド対キューン裁判
1969年10月、フラッドは新聞記者からの電話でおこされた。ティム・マッカーバープラス他2名と共にディック・アレン、クッキー・ロハス、ジェリー・ジョンソンとの交換でフィラデルフィア・フィリーズにトレードされるとの内容だった。しかし当時のフィリーズは弱小球団であり、フィラデルフィアには人種差別が根強く残っていたため、彼は難色を示した。保留条項があることにいら立ちをつのらせていた彼は、セントルイスの弁護士に相談し、トレード自体が反トラスト法違反であると問題にすることにした。
11月にメジャーリーグ選手会のマービン・ミラーらと会談した際に、この裁判はトゥールソン事件・ラドビッチ事件で光は見えてきてはいるが、とても困難であり、野球界を敵に回すからには今後の野球人生は無いかもしれないと告げられるが、フラッドはあくまで保留条項の撤廃のために戦う決心で、ガーデラ事件の様に和解を申し出てきても拒絶すると答えた。12月の選手委員会では満場一致でフラッドの支持を決定し、法廷費用は選手会から出されることとなった。弁護人にはミラーの鉄鋼労連時代からの知り合いで、労働長官、最高裁判事、国連大使を歴任したアーサー・ゴールドバーグ（en:Arthur Goldberg）が就任した。結成間もない選手会には高名な弁護士であったゴールドバーグに支払える弁護料は無かったが、ゴールドバーグが根っからの野球ファンであり、この件には以前から興味を持っていたため、アシスタントの人件費と必要経費のみでこの案件を請けてもらう事ができた。
先のトレードはフラッドの移籍拒否に伴い、カージナルスが別の2選手をフィリーズに送り、形式上はこのトレードは完結していたが、契約上では彼はフィリーズの選手となっていた。
入念な打ち合わせの末、12月24日に当時のMLBコミッショナーであったボウイ・キューンに、「私は自分の意思とは関係なく売買されてしまう商品ではなく、決断が下される前に他の球団からの提案も考慮出来る権利があるはずだ。あなたはこの私の考えを各球団に伝え、全球団が獲得可能であると伝えて欲しい。」との趣旨の手紙を送ったが、彼の主張は却下された。1970年1月16日、保留条項は奴隷制度のようなものであるとし、彼はニューヨーク地裁に100万ドルの損害賠償と保留条項の差し止めと救済を求める裁判を起こした。現役選手はオーナーからの報復を恐れて証言台には立たなかったが、引退選手のジャッキー・ロビンソンやハンク・グリーンバーグ、元シカゴ・ホワイトソックスオーナーのビル・ベックらが証人として出廷した。キューン側は保留条項が無かった移籍自由の時代の混乱を述べ、この条項が無ければ球界は成り立たないと主張した。
弁護士のゴールドバーグは裁判の最中、ニューヨーク州知事選に出馬したが、当時の現職ネルソン・ロックフェラーに敗れている。ミラーは知事選に出馬し裁判が疎かになったゴールドバーグを解任しなかったことを後に悔やんでいる。判事をたびたび待たせるなどもあったため、キューンもゴールドバーグのこの行動は、明らかにマイナスであったと語っている。1970年8月に地裁のクーパー判事は1922年の判例に従い訴えを却下した。
11月にフラッドはフィリーズからワシントン・セネターズに移籍し、1971年の開幕をむかえたが、約1年半のブランクの影響は大きく、13試合に出場したのみで引退した。
1971年4月7日に控訴審は地裁の採決を支持としたため、10月に最高裁へ持ち込まれ審理されることとなった。選挙戦が終わったゴールドバーグは再び陣頭指揮を取った。9人の最高裁判事のうち、カージナルスの親会社、アンハイザー・ブッシュ社の株式を大量保有していたパウエル判事は審理に参加しなかった。
1972年6月、過去の判例に従い5対3の評決でフラッド敗訴が確定した。主文を書いたブラックマン判事によれば、1922年のフェデラル・リーグ裁判や1953年のトゥールソン裁判の判例を覆すことには抵抗があり、トゥールソン裁判で触れられた法修正に関しても、なされなかったのは意図があるからだと述べた。また、判事の6人が1922年の頃とは違い、放映権収入が入るようになった等形態が変わってきており、野球は明らかに利潤行為になっていることを認めつつも、そのうちの3名は1922年の判例に従うという矛盾した解釈をしていた。フラッド側に票を投じたダグラス、ブレナン判事は、1922年の判例が無かったとして、保留条項の反トラスト法違反を議論するならば、違反しているのは明らかであるとの解釈を示した。
結果的に選手側の敗訴で裁判は終わったが、選手会の結束も徐々に強まり、この後選手の権利のための交渉を重ねていく事となった。

## 参考資料
- U.S. Supreme Court - Flood v. Kuhn, 407 U.S. 258 (1972)
- Curtis C. FLOOD, Plaintiff-Appellant,v.Bowie K. KUHN et al., Defendants-Appellees - United States Court of Appeals, Second Circuit. - 443 F.2d 264
- U.S. Supreme Court - FEDERAL CLUB v. NATIONAL LEAGUE , 259 U.S. 200 (1922)